# Víctor Fernández
Pour les articles homonymes, voir Fernández.
Víctor Fernández Braulio, né le 28 novembre 1960 à Saragosse, est un entraîneur espagnol de football.

## Carrière
Víctor Fernández entraîne le Real Saragosse à partir de 1991. Alors âgé de 30 ans, il remplace Ildo Maneiro. Sous sa direction, le club remporte la Coupe d'Espagne et atteint la 3e place de la Primera División en 1994. Víctor Fernández reçoit alors le Prix Don Balón de meilleur entraîneur du championnat d'Espagne. 
En 1995, les Aragonais remportent la Coupe des vainqueurs de coupe face à Arsenal.
Après un bref passage au CD Tenerife, Fernández dirige le Celta Vigo de 1998 à 2002. Les Galiciens remportent la Coupe Intertoto en 2000 et atteignent la finale de la Coupe d'Espagne l'année suivante. Le Celta est quart de finaliste de la Coupe UEFA en 1998-1999, 1999-2000 et 2000-2001.
Après deux ans passés au Real Betis, Víctor Fernández est recruté en 2004-2005 par le FC Porto, qui vient de perdre son entraîneur José Mourinho. Fin 2004, le club portugais remporte la dernière édition de la Coupe intercontinentale face au club colombien de CD Once Caldas. Néanmoins, l'entraîneur est licencié en cours de saison.
Sans club durant la saison 2005-2006, Fernández exerce le rôle de consultant sur Cadena SER. En juin 2006 il retourne au Real Saragosse, en remplacement de Víctor Muñoz. 6e en championnat, Saragosse dispute la Coupe UEFA 2007-2008 mais est éliminé dès le premier tour. En janvier 2008, Fernández est remercié par le club, alors 12e de Primera División, et remplacé par son adjoint Ander Garitano,.
En janvier 2010, il entame une deuxième étape au Betis Séville qui est alors en deuxième division. L'équipe termine quatrième et malgré une excellente fin de championnat ne parvient pas à remonter en première division. Le contrat de Fernández n'est pas prolongé.
Il devient consultant pour la radio COPE et la télévision publique TVE.
En janvier 2013, Víctor Fernández devient l'entraîneur du club belge de La Gantoise, il est limogé le 30 septembre 2013 après un bilan de 13 points sur 27.
Le 10 juillet 2014, il est recruté par le néo-promu Deportivo La Corogne à la suite du licenciement de Fernando Vázquez. Víctor Fernández est limogé le 8 avril 2015 après la 30e journée de championnat alors que le club est au bord de la relégation.
Le 10 septembre 2015, il devient le nouveau directeur du centre de formation du  Real Madrid.
Le 10 juin 2017, le Real Madrid annonce avoir rompu le contrat de Fernández d'un commun accord.

## Palmarès
Real Saragosse
- Vainqueur de la Coupe d'Espagne en 1994.
- Vainqueur de la Coupe des vainqueurs de coupe en 1995.

 Celta Vigo
- Vainqueur de la Coupe Intertoto en 2000.
- Finaliste de la Coupe d'Espagne en 2001.

 FC Porto
- Vainqueur de la Coupe intercontinentale en 2004.
- Vainqueur de la Supercoupe du Portugal en 2004.